# دیمیترو پارفنف
دیمیترو پارفنف (اوکراینی: Дмитро Володимирович Парфьонов؛ زادهٔ ۱۱ سپتامبر ۱۹۷۴) بازیکن فوتبال اهل اوکراین است.
از باشگاه‌هایی که در آن بازی کرده‌است می‌توان به باشگاه فوتبال دنیپرو، باشگاه فوتبال آرسنال کی‌یف، باشگاه فوتبال اسپارتاک مسکو، باشگاه فوتبال دینامو مسکو، باشگاه فوتبال چورنومورتس اودسا، باشگاه فوتبال خیمکی، باشگاه فوتبال آرسنال تولا، و باشگاه فوتبال ساترن رامنسکویه اشاره کرد.
وی همچنین در تیم‌های ملی فوتبال زیر ۲۱ سال اوکراین و اوکراین بازی کرده‌است.